# Морисака, Араси
Араси Морисака (яп. 森坂 嵐; род. 2 июля 1996, Осака) — японский боксёр, представитель легчайшей, полулёгкой и лёгкой весовых категорий. Выступает за национальную сборную Японии по боксу с 2011 года, победитель турниров международного и национального значения, участник летних Олимпийских игр в Рио-де-Жанейро.

## Биография
Араси Морисака родился 2 июля 1996 года в Осаке, Япония.
Занимался боксом в старшей школе и во время учёбы в Токийском университете сельского хозяйства.
Впервые заявил о себе на международном уровне в сезоне 2011 года, когда вошёл в состав японской национальной сборной и выступил на чемпионате мира среди юниоров в Астане, где дошёл до стадии четвертьфиналов.
В 2013 году выиграл бронзовые медали на межшкольных соревнованиях в Саге и на взрослом чемпионате Японии в Нагасаки.
В 2014 году стал лучшим на чемпионате учеников старших школ, боксировал на юниорском азиатском первенстве в Бангкоке и на юниорском мировом первенстве в Софии.
В 2015 году в легчайшей весовой категории победил на чемпионате Японии в Осю и на международном турнире в Тайбэе, участвовал в предолимпийском турнире в Рио-де-Жанейро, где в полуфинале был остановлен тайцем Чатчаем Бутди.
На Олимпийском квалификационном турнире Азии и Океании в Цяньане уже в четвертьфинале проиграл индийцу Шиве Тхапе, тогда как на  Всемирном олимпийском квалификационном турнире в Баку сумел дойти до стадии полуфиналов — тем самым удостоился права защищать честь страны на летних Олимпийских играх 2016 года в Рио-де-Жанейро. На Играх, однако, уже в стартовом поединке категории до 56 кг раздельным решением судей потерпел поражение от армянина Арама Авагяна и сразу же выбыл из борьбы за медали.
После Олимпиады в Рио Морисака остался в составе боксёрской команды Японии на ещё один олимпийский цикл и продолжил принимать участие в крупнейших международных турнирах. Так, в 2017 году он стал чемпионом Японии в лёгкой весовой категории, выступил на чемпионате Азии в Ташкенте и на чемпионате мира в Гамбурге.
В 2018 году выиграл Кубок Акиры Яманэ в Миядзаки, взял бронзу на Мемориале Константина Короткова в Хабаровске, отметился выступлением на Азиатских играх в Джакарте. При этом на чемпионате Японии в Ибараки вновь был лучшим в лёгком весе.